# Потала
Палата Потала (тибетски: པོ་ཏ་ལ По та ла или бодала, кинески: 布達拉宮 бу да ла гонг) је комплекс спојених грађевина у Ласи (Тибет) које су чиниле зимску резиденцију Далај Лама још од 7. века, а палату од половине 17. века, све до кинеске инвазије 1959. године када је Тензин Гјатсо, XIV Далај Лама, пребегао у Дарамсалу у Индији. Палата Потала је названа по планини Потала с које потиче Авалокитешвара ("Господ који гледа одозго"), бодисатва који отелотворава самилост свих Буда Махајана будизма. Палата симболизује тибетански будизам и средишње је место традиционалне тибетске администрације. Комплекс се састоји од Беле и Црвене палате с припадајућим зградама, изграђени на Црвеној планини у средишту Ласа долине, на висини од 3.700 м. Због тога је Палата Потала, заједно с другим историјским споменицима Ласе (манастир Јокханг и палата Норбулингка) уписана на УНЕСКО-в списак места Светске баштине у Азији и Аустралазији 1994. године као „лепа и оригинална архитектура, великог историјског и верског значаја, чији су богати украси складно уклопљени у задивљујући предео“.
Палата је добила име по планини Поталаки, митском пребивалишту бодисатве Авалокитешваре. Пети Далај Лама је започео изградњу 1645. године након што је један од његових духовних саветника, Кончог Чопхел (умро 1646), истакао да је ово место идеално као седиште владе, између манастира Дрепунг и Сера и старог града Ласе. Можда прекрива остатке раније тврђаве зване Бела или Црвена палата на том месту, коју је саградио Сонгцен Гампо 637. године.
Зграда има дужину од 400 m (1.300 ft) у правцу исток-запад и 350 m (1.150 ft) у правцу север-југ, са косим каменим зидовима у просеку дебљине 3 m (9,8 ft) и дебљине од 5 m (16 ft)  у подножју, и са бакром који је изливен у земљу да се заштити од земљотреса. Тринаест спратова зграда, које садрже преко 1.000 соба, 10.000 светилишта и око 200.000 статуа, уздижу се 117 m (384 ft) на врху Марпо Ри, „Црвеног брда“, досежући више од 300 m (980 ft) укупно изнад подлоге.
Традиција каже да три главна брда Ласе представљају „Три заштитника Тибета“. Чокпори, јужно од Потале, је планина душе (Vajli: bla ri) Ваџрапанија, Понгвари од Манџушрија, а Марпори, брдо на коме се налази Потала, представља Авалокитешвару.

## Историја
Према историјским записима, изградња палате Потала започела је у време Сонгтсен Гампоа из династије Тубет или Тубо, у 7. веку. Сонгтсен Гампо (владао од око 609-649.) одиграо је врло важну улогу у политичком, привредном и културном развоју Тибета, а такође је и охрабрио блиске везе са средишњом Кином. Ујединио је Тибет и, због политичких и војних разлога, преселио главни град из Лалонга у Ласу, где је саградио палату на Црвеној планини у средишту града. Оженио је принцезу Тритсун (Брикути) из непалске краљевске куће и принцезу Венцхенг из кинеске династије Танг. Први опис палате је „огроман комплекс зграда с три одбрамбена зида и 999 соба, плус једна на самом врху Црвене планине“.
Након пада династије Тубо у 9. веку, тибетанско друштво је ушло у дуги период превирања, током којег је палата на Црвеној планини била запуштена. Међутим, у исто време је почела да постаје верско средиште. Током 12. века, Кунгпо Драксе из секте Кадампа, је проповедао ту, а касније је за исту сврху користио и Тсхурпу Кармапа из Тсонгкапа, оснивач Гелукпа секте, и његови ученици.
Гелукпа секта се развила нагло у Тибету током 15. века, и постала је доминантна. Уз помоћ Гусхри Кана, вође Монгола племена Кхосхотд, 5. Далај Лама поразио је династију Кармапа средином 17. века, и основао је династију Ганден Пходранг. Прво средиште његове владе био је манастир Дрепунг, но, како је Палата Црвене планине била резиденција Сонгтсена Гампоа, и у близини три главна храма (Дрепунг, Сера и Ганден), одлучено је да се обнови како би се спојило заједничко политичко и верско средиште. Обнова је почела 1645. године, а три године касније комплекс зграда, с Белом палатом (Пходранг Карпо) као његовим средиштем, завршена. Пети Далај Лама се преселио тамо и Дрепунг манастир, и све од тада Палата Потала је била резиденција и седиште владе следећих Далај Лама.
Изградњу Црвене палате је почео Сангyе Гyатсхо, главни извршни службеник 5. Далај Ламе, осам година након његове смрти, као спомен на њега и место његове гробне ступе. Завршена је четири године касније (1694) те је друга по величини након Беле палате. Палата Потала је постала велики комплекс дворана, Будиних храмова и ступа. Погребне ступе (цхортенс) су додате у спомен на 7, 8, 9, и 13. Далај Ламу, свако унутар своје дворане. Најновија је она 13. Далај Ламе, зграда која је грађена од 1934 - 1936. године.
Посебно треба споменути чињеницу да Пећина медитације краља Дхарме смештена на врху брда где је Сонгтсен Гампо изградио и капелу Локесхвара, оба споменика која су претходила изградњи садашње палате.

## Одлике
Палата Потала има површину од преко 130.000 м² и висока је више од 110 м. Белој палати се прилази вијугавим путем који води до отвореног трга испред палате. Средишњи део је источно од главне дворане, где се одвијају све главне церемоније. Престо Далај Ламе је на северној страни дворане, а зидове су прекривени сликама с приказом верских и историјских тема. На врху Беле палате је лични апартман Далај Ламе.
Црвена палата се налази западно од Беле палате и њена улога је била да удоми ступе са остацима покојних Далај Лама. Она такође садржи и бројне Будине и Сутрине дворане. На западу Црвене палате је Намгyел Дратсханг, приватни манастир Далај Ламе. Други важни делови Потала целине су тргови на северу и југу и масивне зидине грађене од набијене земље и камена, с пробијеним вратима на истоку, југу и западу.